# Mike Doyle (piłkarz)
Mike Doyle (ur. 25 listopada 1946 w Manchesterze, zm. 27 czerwca 2011 w Ashton-under-Lyne) – angielski piłkarz, który większość swojej kariery spędził w Manchesterze City. Wystąpił także w pięciu meczach narodowej reprezentacji Anglii.
Doyle pojawił się w drużynie juniorów Manchesteru City w maju 1962. Początkowo grał na pozycji prawego obrońcy, jednak po przebiciu się do pierwszej drużyny w 1965 roku, występował głównie jako środkowy obrońca.
Mike Doyle rozegrał dla klubu z Manchesteru prawie 450 spotkań, strzelając 32 bramki. Zdobył jedną z bramek w finale Pucharu Ligi w 1970 roku w meczu przeciwko West Bromwich; był kapitanem zespołu w finale Pucharu Ligi w 1976 roku. Dwa lata później przeszedł do Stoke City za 50 000 funtów, zaś w 1981 do Boltonu. Piłkarską karierę zakończył w 1984 roku, po rozegraniu 24 meczów w Rochdale.

## Sukcesy
Manchester City
- First Division 1967/1968 mistrz Anglii
- Puchar Anglii 1968/1969 zwycięzca
- Puchar Zdobywców Pucharów 1969/1970 zwycięzca
- Puchar Ligi 1969/1970 zwycięzca
- Puchar Ligi 1975/1976 zwycięzca